# Производственная структура
Производственная структура — часть общей структуры предприятия, представляет собой состав и взаимосвязи основных и вспомогательных производственных подразделений.
Первичной структурной единицей предприятия является рабочее место. Группы рабочих мест объединяется в производственный участок.
Производственной структурой предприятия называется его разделение на подразделения (производства, цехи, участки, хозяйства, службы и т.п.), осуществляемое по определенным принципам их построения, взаимосвязи и размещения. Важнейшим принципом формирования производственной структуры предприятия является разделение труда между его отдельными элементами, проявляющееся во внутризаводской специализации и кооперировании производства. В соответствии с этим и в зависимости от масштабности предприятия и сложности процесса изготовления выпускаемой продукции каждое промышленное предприятие расчленяется как на крупные подразделения (первый уровень): цехи, производства, хозяйства, так и на более мелкие подразделения (второй уровень): участки, отделения, рабочие места.